# Гисборн
Ги́сборн, на языке маори — Туранга-нуи-а-Кива, англ. Gisborne, маори Tūranga-nui-a-Kiwa — город на Острове Северный Новой Зеландии, центр района c одноимённым названием.
По данным переписи населения 2005 г. население города составляет 32 800 человек, ещё 45 200 проживает в окрестностях и в прилегающих населённых пунктах . Название региона Таирафити (маори Tairâwhiti) может быть переведено с языка коренного населения страны как «берег перед которым солнце блестит на воде».
Более 50 % населения города и региона составляют маори, такое процентное соотношение значительно превосходит общенациональное.
Основными отраслями экономики считаются сельское хозяйство и лесная промышленность. Из сельскохозяйственных направлений особо развито животноводство, садоводство и виноградарство. Регион считается одним из лучших производителей целого ряда сортов вина в стране. В городе расположены торговый порт, что способствует развитию экспорта местной продукции, а также аэропорт, особенностью которого является железнодорожный переезд через взлётно—посадочную полосу.
Город является самым восточным в Новой Зеландии. Красота природы, обилие морских пляжей и озёр делают его популярным среди туристов как из Новой Зеландии, так и из других стран мира.